# Hélicoptères de Russie
Hélicoptères de Russie (en russe : « Вертолёты России ») est une holding russe créée en 2010 qui regroupe l'ensemble des constructeurs russes d'hélicoptères et certains des équipementiers. La société fait partie du Rostec.

## Activité
La société Hélicoptères de Russie a produit 271 hélicoptères en 2014 et 212 en 2015. La société disposait fin 2014 de 494 commandes. Elle a produit en 2015 23 % des hélicoptères militaires fabriqués dans le monde, 32 % des hélicoptères d'attaque et 43 % des hélicoptères de transport de tailles intermédiaire ou lourde. Son chiffre d'affaires était en 2015 de 220 milliards de roubles (en croissance de 29,5 % par rapport à l'année précédente) et son résultat net était de 42 milliards de roubles[réf. nécessaire].
En 2021, il a 10 % du marché public et parapublic mondial.
En 2022, le chiffre d'affaires de la société en Russie s'élève à 2,1 millions d'euros.

## Établissements

### Constructeurs d'hélicoptères
La société regroupe les différents établissements des deux principaux hélicoptéristes russes Kamov et Mil. Elle comprend :
- Le siège et le bureau d'études de Mil se trouvent à Moscou. Cet établissement conçoit les nouveaux modèles, fabrique les prototypes et effectue les essais en vol[5]. Mil dispose de trois sites de production :
  - La société aéronautique de Oulan-Oude, située à Oulan-Oude dans la république de Bouriatie, au sud de la Russie, produit les modèles Mi-8 et Mi-17[6] ;
  - Hélicoptères Kazan, située à Kazan en république du Tatarstan près de l'Oural, construit les Mi-8, Mi-17, Mi-38 et Ansat[7] ;
  - la société Rostvertol (en), située à Rostov-sur-le-Don dans l'oblast de Rostov, dans le sud de la Russie, construit les Mi-26, Mi-28 et Mi-35[8].
- Le siège et le bureau d'études de Kamov se trouvent à Lioubertsy, dans la banlieue sud-est de Moscou[9] ;
- L'entreprise de production aéronautique Koumertaou, située à Koumertaou dans la république de Bachkirie, au sud de la Russie, produit les modèles Ka-27, Ka-31, Ka-32 et Ka-226[10] ;
- La Société aérospatiale Progress Arseniev, située à Arseniev près de Vladivostok dans l'Extrême-Orient russe, construit l'hélicoptère d'attaque Ka-52 et l'hélicoptère civil de moyen tonnage Ka-62[9].

### Autres établissements
Les autres établissements du groupe sont :
- Des fabricants de composants :
  - Reductor-PM, fabricant de boites de transmission ;
  - Établissement de production mécanique Stupino; fabricant de rotors et autres équipements d'hélicoptères.
- Différentes sociétés, dont des établissements chargés d'entretenir les flottes d'hélicoptères et une coentreprise avec AgustaWestland.